# جوري تاكاهاشي
جوري تاكاهاشي (باليابانية: 高橋朱里؛ بالكانا: たかはし じゅり) هي مغنية وممثلة يابانية، ولدت في 3 أكتوبر 1997 في إيباراكي في اليابان.

## وصلات خارجية
- جوري تاكاهاشي على موقع IMDb (الإنجليزية)
- جوري تاكاهاشي على موقع ميوزك برينز (الإنجليزية)
- جوري تاكاهاشي على موقع ديسكوغز (الإنجليزية)
- جوري تاكاهاشي على موقع قاعدة بيانات الفيلم (الإنجليزية)